# Pamela Salem
Pamela Salem (* 22. Januar 1944 in Bombay, Indien; † 21. Februar 2024 in Florida, USA) war eine britische Schauspielerin.

## Karriere
Ihren ersten Auftritt vor der Kamera hatte sie wohl in der britischen TV-Serie Happy Ever After (1969) als Miss Grimble. Ihr Schwerpunkt lag bis 2009 im Bereich TV-Serien. So wirkte sie z. B. von 1977 bis 1981 in CI5 – Die Profis, 1978, 1980 und 1988 in Der Doktor und das liebe Vieh, 1984 in Die dreibeinigen Herrscher, 1985 in Mord à la Carte und Magnum P.I. sowie 1995 in Emergency Room – Die Notaufnahme mit. In Sag niemals nie (1983) übernahm sie die Rolle der Miss Moneypenny. Ihr Schaffen umfasst mehr als 65 Produktionen für Film und Fernsehen.

## Leben
Salem studierte an der Universität Heidelberg und später an der Central School of Speech and Drama in London.
Sie war bis zu dessen Tod am 1. November 2017 mit dem Schauspieler Michael O’Hagan verheiratet. Das Paar lebte in Surfside (Florida), wo Pamela Salem im Alter von 80 Jahren am 21. Februar 2024 verstarb.

## Filmografie (Auswahl)
- 1972: Die Onedin-Linie (The Onedin Line, Fernsehserie, 2 Folgen)
- 1979: Der große Eisenbahnraub (The First Great Train Robbery)
- 1979–1984: Der Doktor und das liebe Vieh (All Creatures Great & Small, Fernsehserie, 4 Folgen)
- 1983: Sag niemals nie (Never Say Never Again)
- 1984: Die dreibeinigen Herrscher (The Tripods, Fernsehserie, 4 Folgen)
- 1985: Treibsand der Stille (After Darkness)
- 1985: Mord à la Carte (Agatha Christie’s Thirteen at dinner) (Fernsehfilm)
- 1986: Salome
- 1986: William Tyndale – Geächtet im Namen Gottes (God’s Outlaw: The Story of William Tyndale)
- 1998: Gods and Monsters
- 2001: Quicksand – Tödliche Dosis (Quicksand)
- 2003: Im Dienste Ihrer Majestät – Licensed by Royalty (L/R: Licensed by Royal, Fernsehserie, 1 Folge, Synchronisation)
- 2019: Down’s Revenge